# Stactobiella martynovi
Stactobiella martynovi is een schietmot uit de familie Hydroptilidae. De soort komt voor in het Nearctisch gebied.